# A lakoma
A lakoma (ógörögül Συμπόσιον, szümposzion) című dialógus Platón középső alkotói korszakában íródott. A dialógus témája a szerelem. A görög kifejezés szümposzion "közös ivást" jelent, amely a voltaképpeni lakomát (deipnon), vagyis az étkezést követi. A közös ivásnak megvoltak a hagyományos szabályai.

## A dialógus
A keretbeszélgetés Apollodórosz és barátai között zajlik, akik arra kérik őt, hogy mesélje el, mi történt azon a találkozón, ahol Szókratész, a filozófus, Agathón, a költő és mások a szerelemről vitáztak. Magán a lakomán Apollodórosz nem vett részt, de állítólag neki Arisztodémosz, Szókratész hű követője mesélte el.

### Arisztodémosz története
Arisztodémosz az utcán találkozott Szókratésszel, aki éppen egy előkelő ifjúhoz készült vacsorára. Szókratész rábeszéli Arisztodémoszt, hogy tartson vele. Platón a következő részben Szókratész jelleméről ad leírást: Szókratész útközben többször is megáll, kapualjakba húzódik, hogy magában elmélkedjen, ezért későn ér a lakoma helyszínére.
A lakoma kezdése után, miután bemutatták Dionüszosznak az italáldozatot, a vendégek egymást követve rövid szónoklatot mondanak, Erósz istentől kérve ihletést.

#### Első szónoklat, Phaidrosz:
Phaidrosz szerint Erósz isten a legnagyobb ajándékkal áldotta meg az embereket, amikor a szerelmet közéjük bocsátotta, ugyanis a szerelem képes egyedül a nagy és szépséges dolgok létrehozására. Sőt, állította Phaidrosz, legyőzhetetlen lenne az a város, amely csupa szerelmes férfiból állana, mert az ilyenek kerülnék a szégyenletest, és igyekeznének kitűnni egymás előtt.

#### Pauszaniasz beszéde:
Szerint Erósz kétféle lehet: van egy égi, és ennek egy földi megfelelője, egy közönséges. Ez utóbbi csak az átlagemberek között munkálkodik, azok közt, akik a szerelmesük testét jobban szeretik annak lelkénél. Akit az égi Erósz inspirál, az belső tartalomra, belső szépségre kíváncsi, és kerüli a féktelenséget a szerelemben.

#### Ertüximakhosz, az orvos beszéde
Erósz minden létezőben benne van. Az emberben is jelen van, az égi fele az egészséges emberben, a közönséges pedig a betegben. Az orvos a művész, aki ezt állítja helyre minden emberben. Mindent Erósz kormányoz. A világ ellentétekből áll, hasonlóan ahhoz, ahogy Hérakleitosz is mondta, viszont az ellentéteknek először meg kell békülniük, mint pl. a zenében a magas és a mély hangoknak, hogy létrejöhessen a harmónia. Így van ez az évszakokkal is. A jóstudomány a kulcs, ami összeköti az embereket és az isteneket.